# Filk
Il filk è un genere musicale legato alla comunità  fandom di fantascienza e fantasy. Le sue origini risalgono agli anni cinquanta e si sono diffuse soprattutto negli anni settanta. Etimologicamente, è una deformazione della parola folk. Concretamente, consiste nell'eseguire testi con temi di fantascienza e fantasy, ma non solo, su melodie già scritte sullo stile della canzone popolare.